# Comté d'Elmore (Alabama)
Pour les articles homonymes, voir Comté d'Elmore.
Le comté d'Elmore est un comté des États-Unis, situé dans l'État de l'Alabama.

## Démographie
| 1870   | 1880   | 1890   | 1900   | 1910   | 1920   |
| ------ | ------ | ------ | ------ | ------ | ------ |
| 14 477 | 17 502 | 21 732 | 26 099 | 28 245 | 28 085 |

| 1930   | 1940   | 1950   | 1960   | 1970   | 1980   |
| ------ | ------ | ------ | ------ | ------ | ------ |
| 34 280 | 34 546 | 31 649 | 30 524 | 33 661 | 43 390 |

| 1990   | 2000   | 2010   | - | - | - |
| ------ | ------ | ------ | - | - | - |
| 49 210 | 65 874 | 79 303 | - | - | - |